# Цінгали
Цінгали́ (рос. Цингалы) — село у складі Ханти-Мансійського району Ханти-Мансійського автономного округу Тюменської області, Росія. Адміністративний центр Цінгалинського сільського поселення.
Населення — 724 особи (2010, 787 у 2002).
Національний склад станом на 2002 рік: росіяни — 78 %.